# 115326 Wehinger
115326 Wehinger este un asteroid din centura principală de asteroizi.

## Descriere
115326 Wehinger este un asteroid din centura principală de asteroizi. A fost descoperit pe 29 septembrie 2003 la Junk Bond Observatory de David Healy (astronom). Asteroidul prezintă o orbită caracterizată de o semiaxă mare de 2,76 ua, o excentricitate de 0,18 și o înclinație de 2,9° în raport cu ecliptica.